# Museo de Bellas Artes de Badajoz
El Museo de Bellas Artes de Badajoz, también conocido por Museo Provincial de Bellas Artes de Badajoz, fue fundado en 1919 por la Diputación Provincial de Badajoz y tiene su sede en la ciudad española de Badajoz. Los fondos están formados por unas 1400 piezas de pintura y escultura, grabado y dibujo que representan a más de 350 artistas como Zurbarán, contemporáneo de Velázquez, Luis de Morales, pintores flamencos, Francisco de Goya, Felipe Checa, Pedro Torre-Isunza, Eugenio Hermoso, Adelardo Covarsí, Antonio Juez Nieto, Nicolás Megía, Francisco Pedraja Muñoz, Picasso y Dalí, entre otros. Completan la colección algunas piezas de arte mobiliar. Todo esto la acredita como la primera pinacoteca extremeña y la quinta mejor colección de España.
La dirección del museo la han ostentado, generalmente, intelectuales y pintores de reconocido prestigio como Adelardo Covarsí (entre 1919-1951), José María Collado (1958-1981) y Francisco Pedraja Muñoz (1981-1996).
En cuanto a la organización, dispone del «Fondo antiguo» que engloba obras desde el siglo XVI al siglo XVIII y el «Arte español» de los siglos XIX y XX. También alberga la colección de pintores extremeños y otro fondo dedicado a la pintura moderna.

## Historia

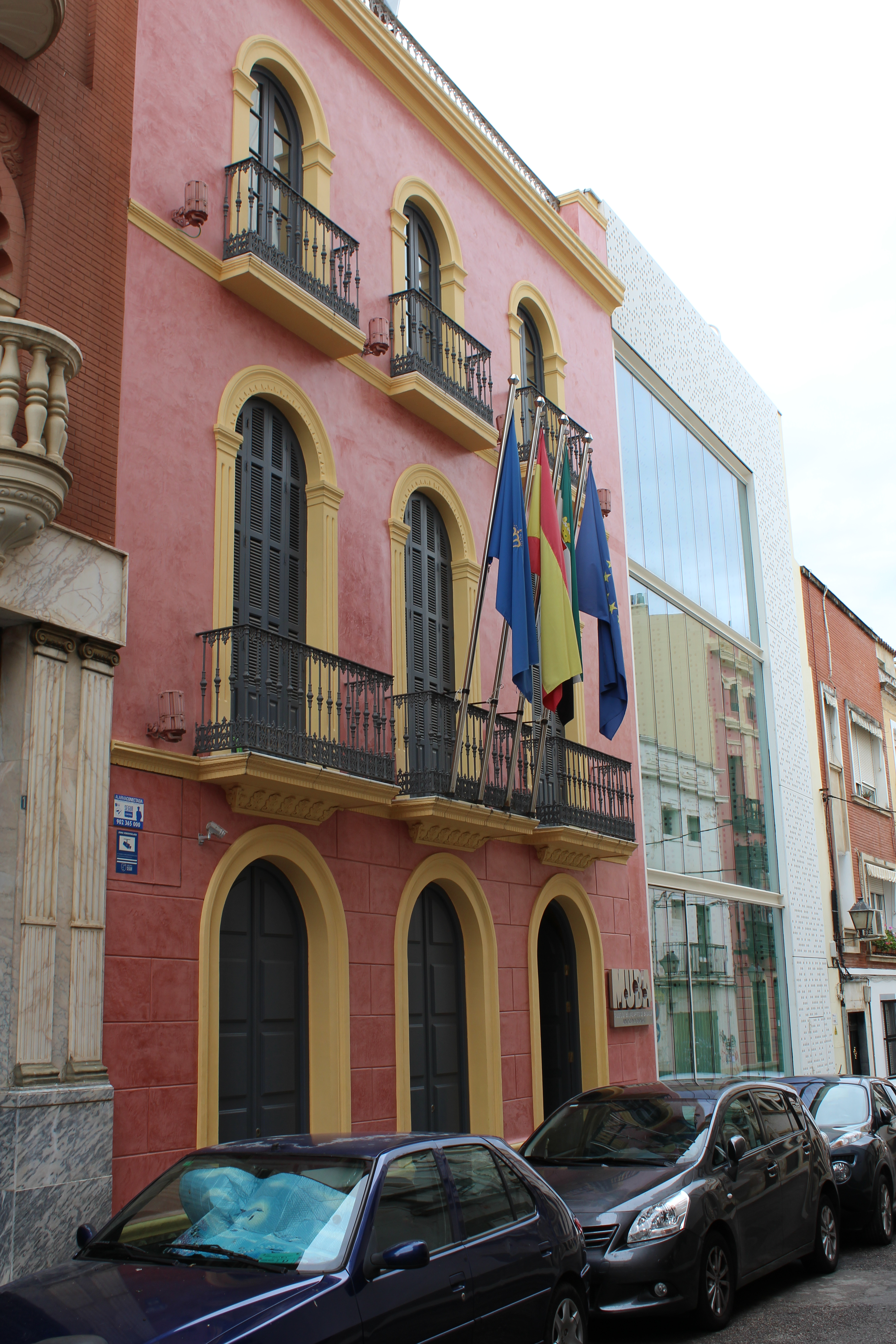
Exterior del Museo de Bellas Artes de Badajoz

El 4 de enero de 1920 se inauguró al público el Museo Provincial de Bellas Artes de Badajoz, utilizando tres salas del piso bajo del Palacio de la Diputación. Fueron sus promotores Narciso Vázquez Lemus, diputado provincial de Cultura, y Adelardo Covarsí, designado como primer director. En los momentos iniciales, los fondos del Museo estaban constituidos por 58 obras. Entre 1958 y 1981 dirigió la institución y amplió sus fondos el también pintor José María Collado, lo cual movió a la Diputación Provincial a adquirir una casa palacio de finales del siglo XIX en la calle Meléndez Valdés, a donde se trasladó el Museo provisionalmente en 1979 y donde se inauguró en 1981. El incremento progresivo y continuado de los fondos continuó gracias a la política de adquisiciones, préstamos y donaciones y a la relación personal con varios artistas extremeños y sus familias del entonces director, Francisco Pedraja Muñoz.
Cuando este inmueble resultó nuevamente insuficiente la Diputación adquirió otros colindantes; entre ellos el que, con entrada por la calle Duque de San Germán, comunica por la parte posterior con el Museo antiguo, lo que ha permitido una conexión y una ampliación que supera los 2000 m². Esta segunda casa palacio, también de finales del siglo XIX, entrada actual del museo, con una magnífica escalera imperial, es un rico inmueble que contribuye a embellecer la institución museística y a duplicar sus espacios expositivos. A partir de 1980, se fue dotando al museo de una biblioteca especializada de arte, y de unos gabinetes didácticos y de restauración, de los que carecía.
En marzo de 2007 el museo inició un ambicioso plan de ampliación. Durante cuatro años se pulieron diversas cuestiones que afectaban a la legalidad del proyecto. Una vez superados todos los trámites las obras de ampliación comenzaron en octubre de 2011 y se estimaba que el nuevo museo de bellas artes estaría finalizado a finales de 2013. El proyecto fue realizado por el Estudio Arquitectura Hago, liderado por los arquitectos Antonio Álvarez-Cienfuegos Rubio y Emilio Delgado Martos.
Entre los años 2011 y 2014 se llevó a cabo una ampliación de las instalaciones del museo, inaugurada en marzo de 2015. La obra fue nominada al Premio Europeo de Arquitectura Contemporánea-Mies Van der Rohe 2015. Tras la adquisición de edificios y las obras de ampliación, la superficie del museo habría alcanzado los 3298 m².

## Colecciones

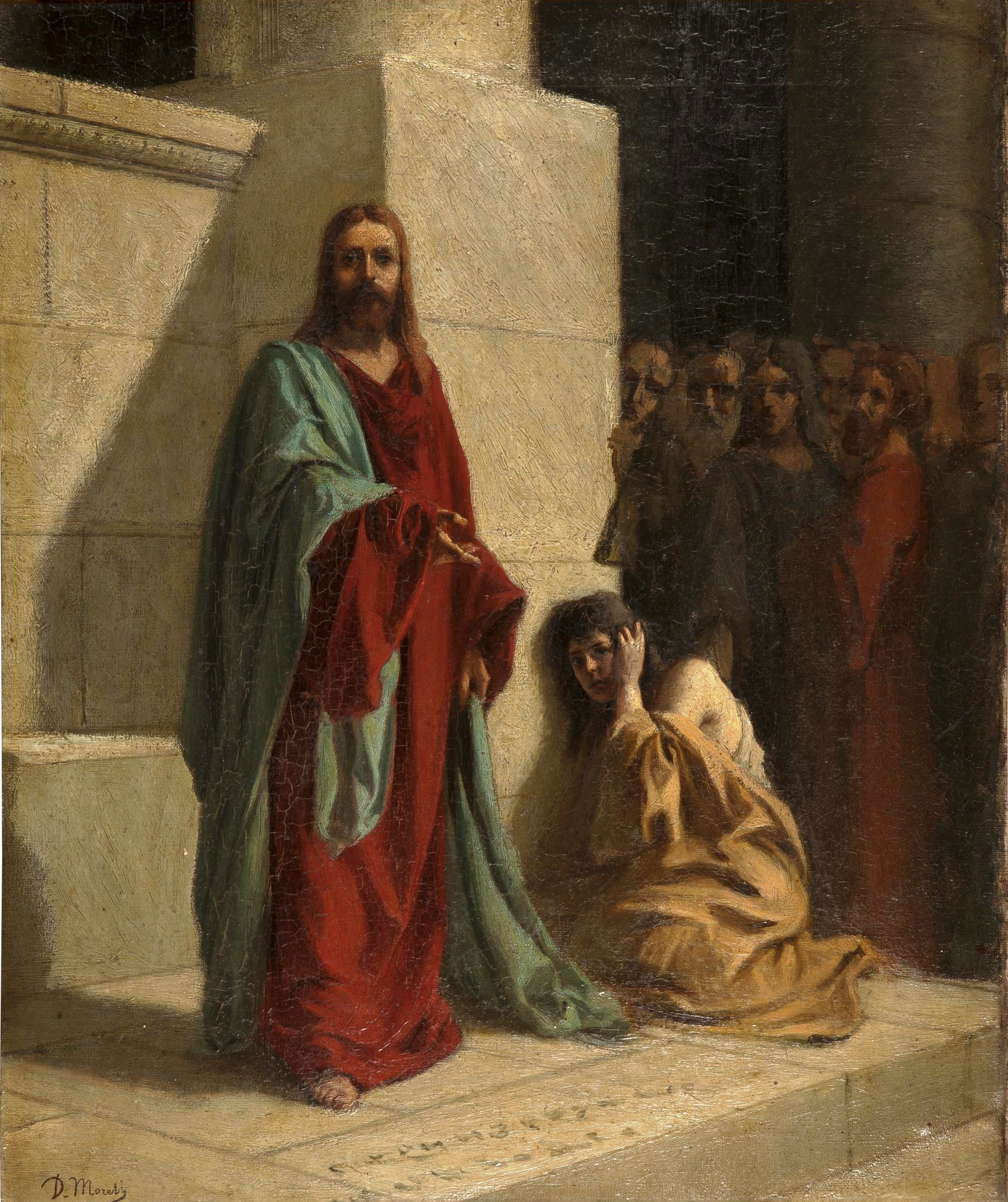
Cristo y la mujer adúltera, de Domenico Morelli. 1869.
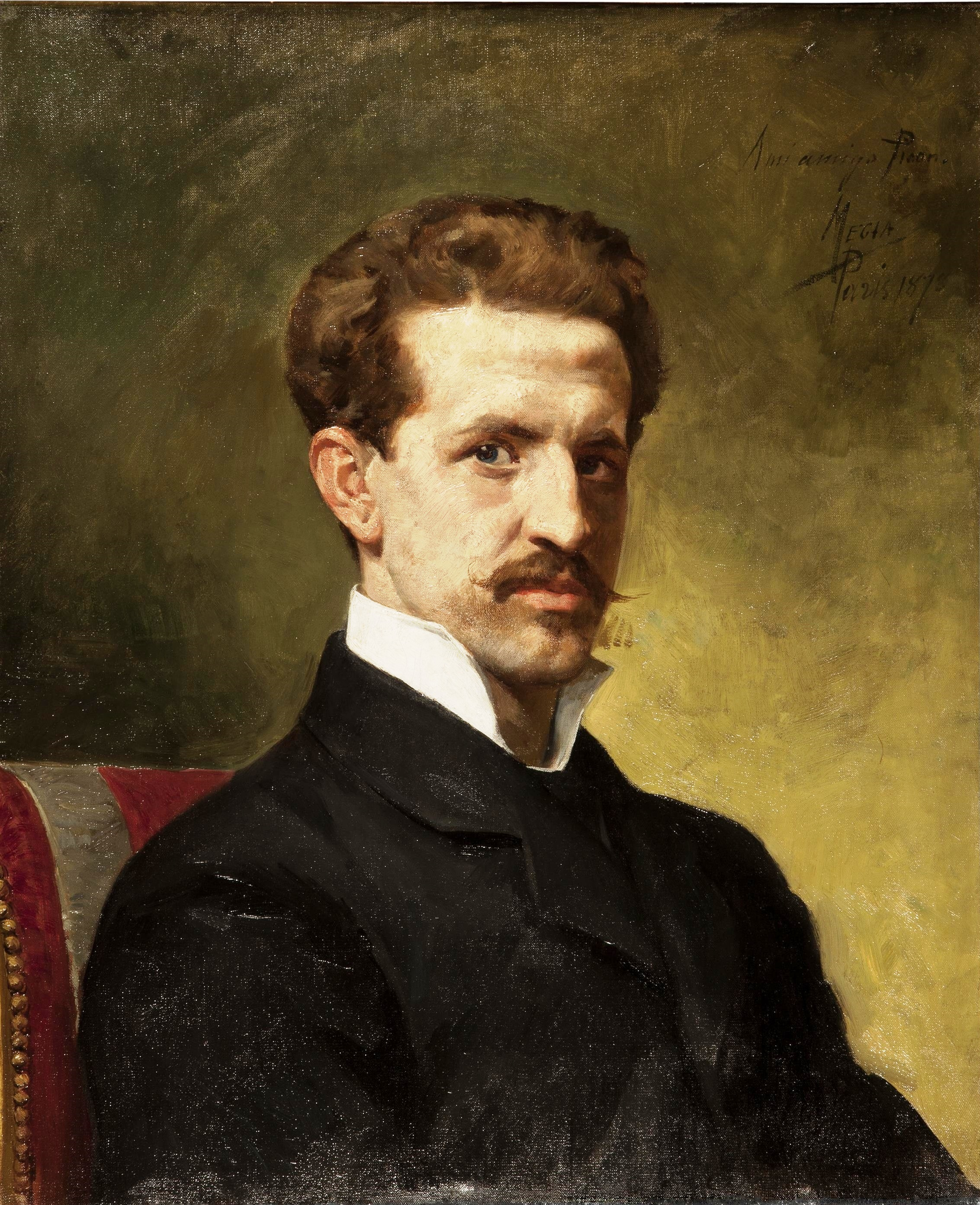
Retrato de Jacinto Octavio Picón, por Nicolás Megía. 1878.
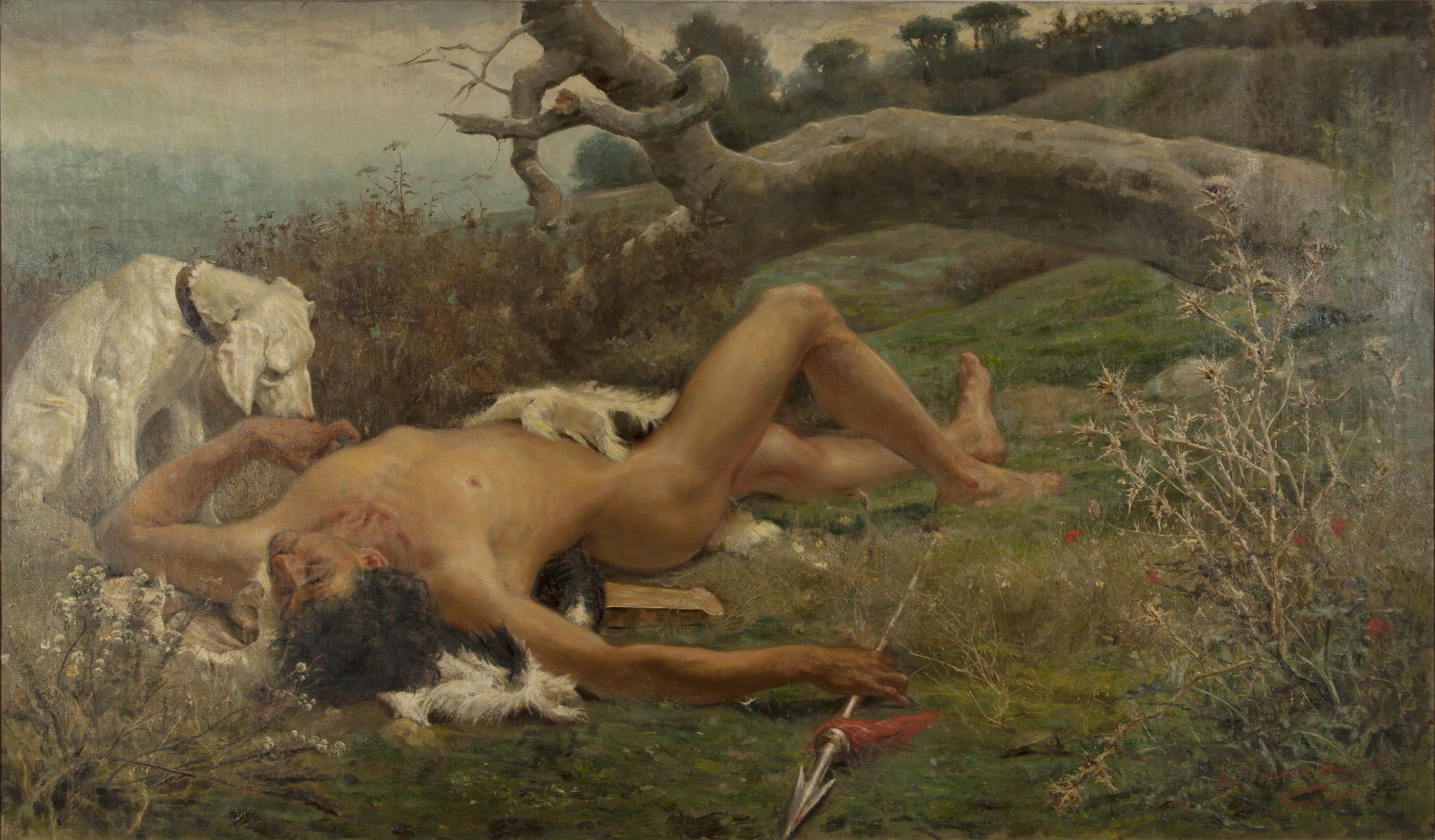
La muerte de Adonis, de Eugenio Álvarez Dumont. 1889.
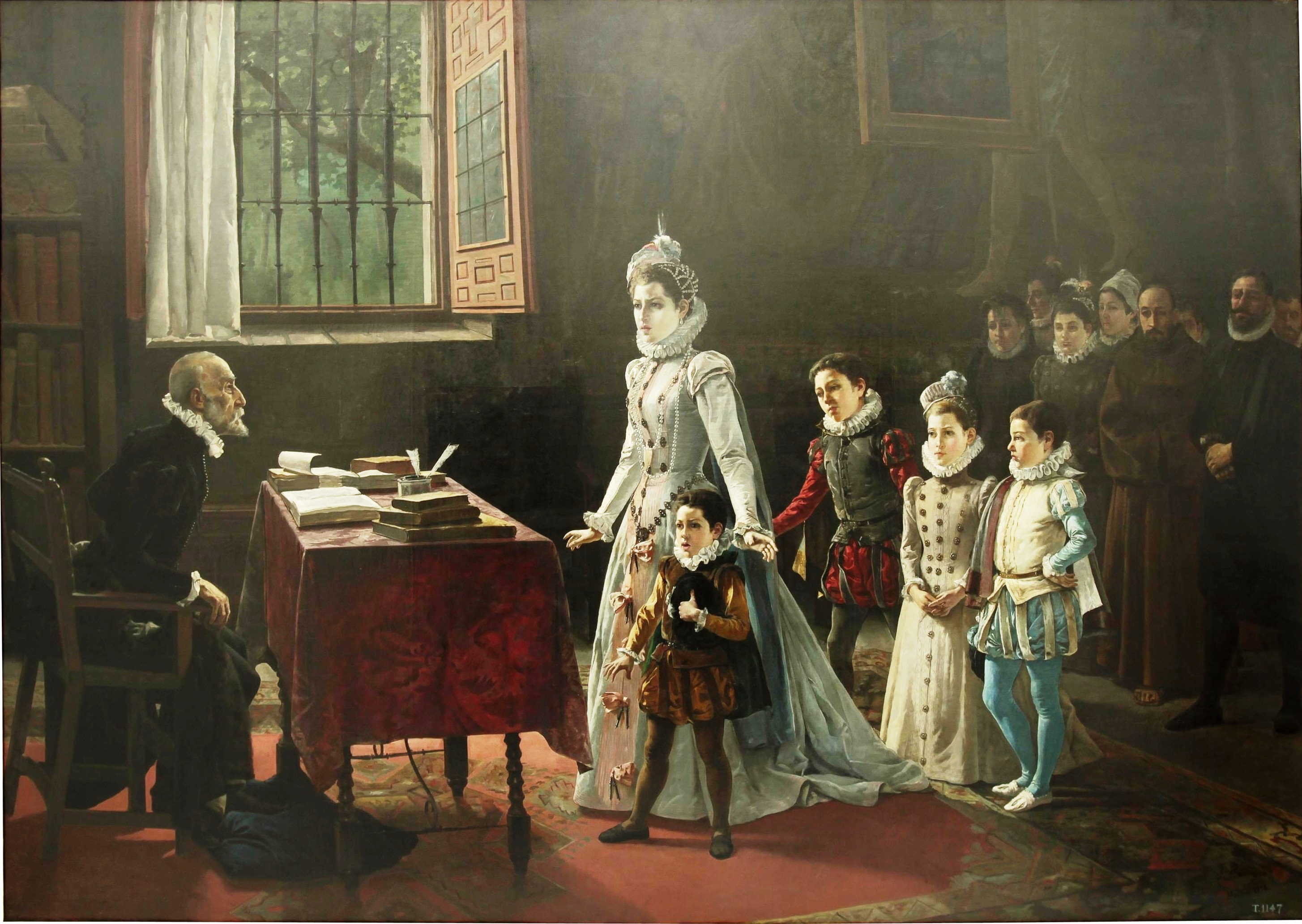
Los hijos de Antonio Pérez ante Rodrigo Vázquez, de José Bermudo Mateos. 1892.
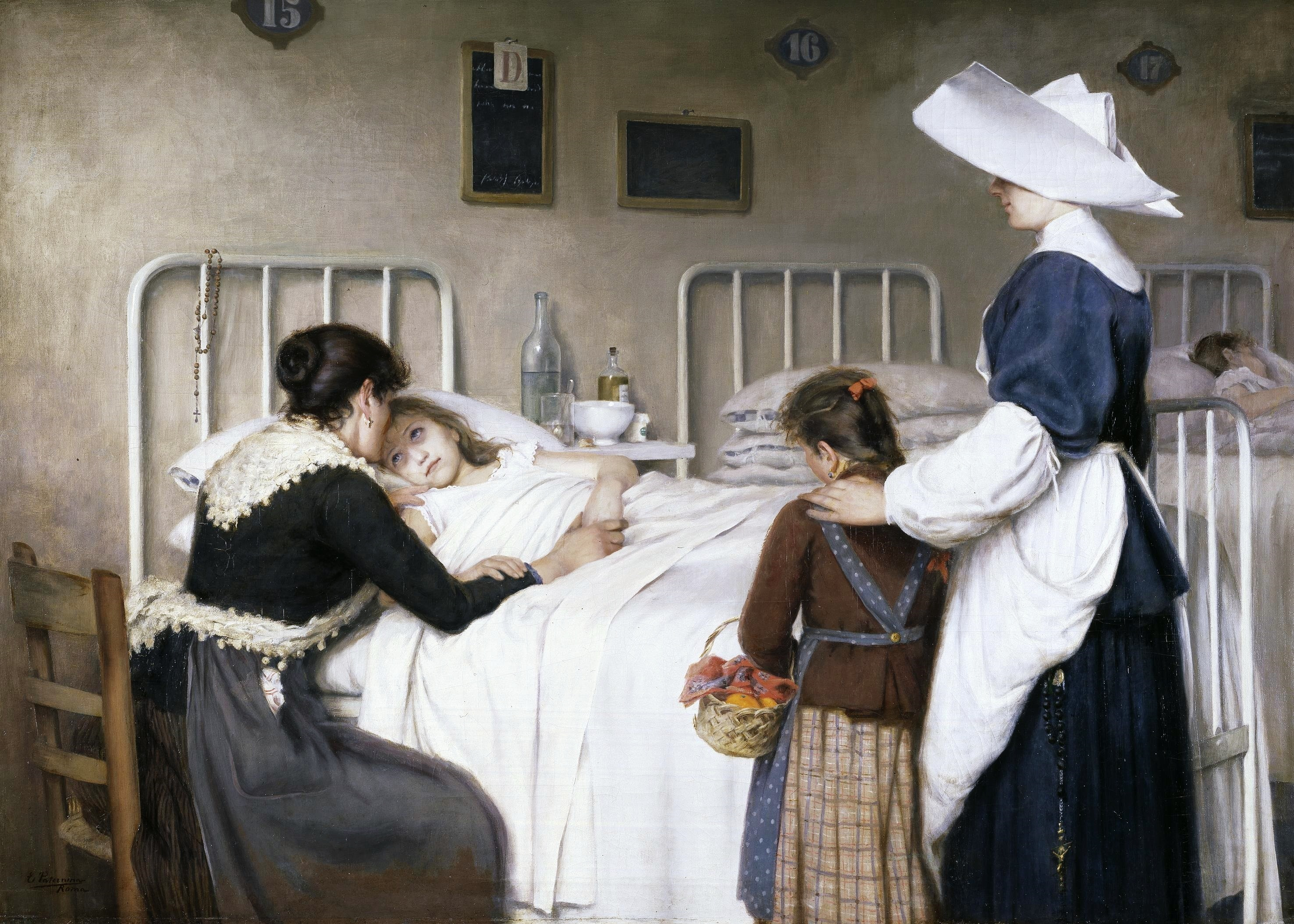
La visita de la madre al hospital, de Enrique Paternina García Cid. 1892.
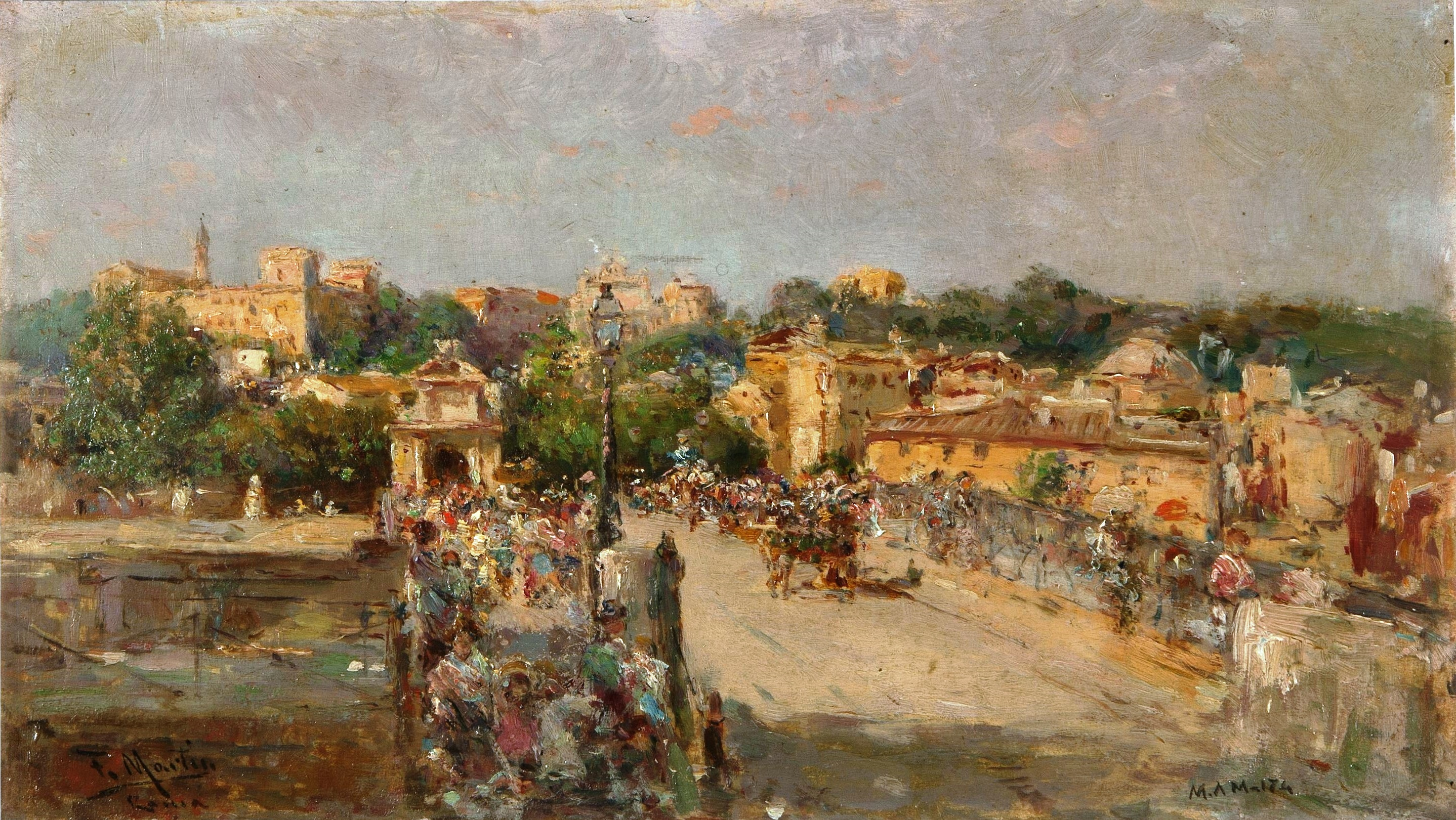
Apunte de Roma, de Tomás Martín Rebollo. Ca. 1905-1910.

### Fondo antiguo (siglos XVI al XVIII)
La colección antigua incluye obras de Luis de Morales, Francisco de Zurbarán, una Judit con la cabeza de Holofermes, de la escuela de Caravaggio (Italia), el tríptico flamenco de La adoración de los Reyes y grabados de Francisco de Goya.

### Arte español (siglosXIXyXX)
Destacan artistas de estilo realista y académico como Carlos Haes, Paternina, Rosales y Casado del Alisal.
En cuanto a los artistas extremeños, el museo conserva una amplia colección de pintores realistas del siglo XIX y del regionalismo del siglo XX, como Felipe Checa, Nicolás Megía, Adelardo Covarsí y Eugenio Hermoso. La pintura moderna está representada por obras de Timoteo Pérez Rubio, Godofredo Ortega Muñoz, Bonifacio Lázaro, Francisco Pedraja Muñoz, Juan Barjola y Antonio Ángel González.

## Exposiciones temporales
Junto a la colección permanente, el museo organiza un programa de exposiciones temporales, entre las que han destacado:
- Enrique Pérez Comendador (1998).
- Zurbarán. IV Centenario del nacimiento (1998).
- El grabado japonés. Siglos XVII al XX (1998).
- Eugenio Hermoso (1999).
- Francisco de Goya. La tauromaquia (1999).
- Guayasamín (1999).
- Picasso (1999).
- Rogelio García Vázquez (2000).
- Adelardo Covarsí (2001).
- Eduardo Acosta Palop. Paisajes (2001).
- Manuel Santiago Morato (2002).
- Antonio Juez (2002).
- Pedro Torre-Isunza (2003).
- Ámbitos. 500 años de cerámicas de Talavera (2003).
- Luis Álvarez Lencero. Obra plástica y poética (2004).
- Enrique Jiménez Carrero (2004).
- Félix Fernández Torrado (2004).
- Julián Pérez Muñoz (2004).
- Felipe Checa Delicado. Primer centenario de su muerte (2005).
- Jaime de Jaraíz (2005).
- Ramón Fernández Moreno (2005).
- Encuentro 2006. 10 contemporáneos (2006).
- Víctor José Amador Purificación (2007).
- Antonio Vaquero Poblador (2007).
- El taller de los hermanos Tinoco (2007).
- Antonio Blanco Lon (2007).
- Antonio Gallego Cañamero (2008).
- Guillermo Silveira (2009).
- Manuel Fernández Mejías (2009).
- La naturaleza muerta en la pintura extremeña (2010).
- Nicolás Megía Márquez (2011).
- Ángel Carrasco Garrorena (2012).
- José Rebollo López (2012).
- Isaías Díaz Gómez (2013).
- Leopoldo Gragera (2014).
- José Bermudo Mateos (2015).
- Obertura. Artistas extremeños (2015).
- Senderos a la modernidad. Pintura española de los siglos XIX y XX en la colección Gerstenmaier (2016).
- IV Centenario de Cervantes. Doce dibujos de Blanco Lon para las Novelas Ejemplares (2016).
- Hilos de modernidad (2017).
- De Rubens a Van Dyck. Pintura flamenca en la colección Gerstenmaier (2017).
- Juan Valdés (2017).
- Luis Martínez Giraldo (2017).
- Luis de Morales (2018).
- María Teresa Romero (2018).
- Bedate, los sueños de una vida (2019).
- Julio Romero de Torres, pintor de almas (2019).
- Eduardo Naranjo. El lugar de la figura (2020).